# Maid of honour tart

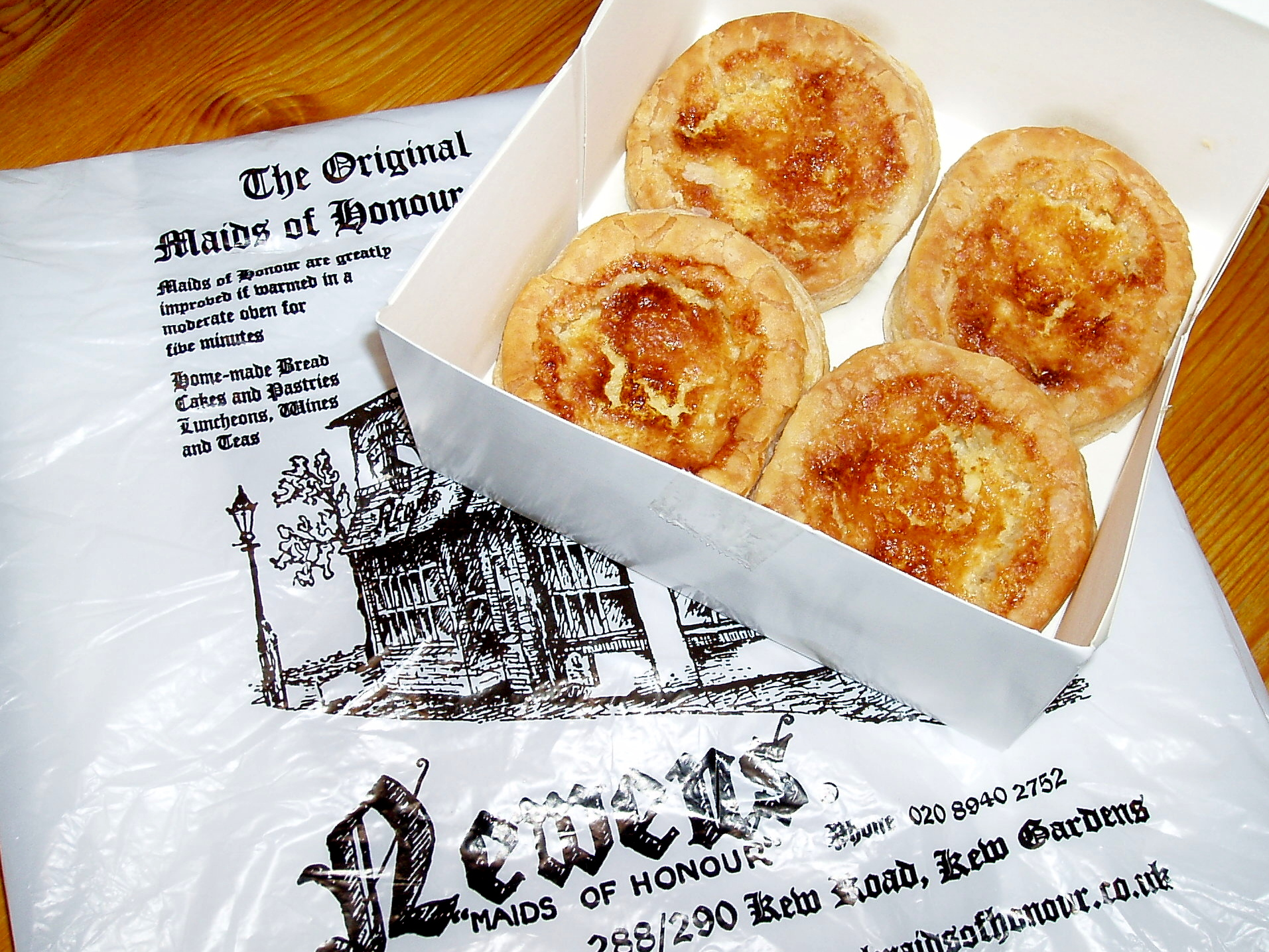
Maids of honour

Maid of honour ist eine kleine Tarte der englischen Küche. Sie besteht aus einem Mürbteig-Tartelette mit Mandelfüllung, ähnlich einem Bakewell Tart. Ursprünglich waren die maids of honour kleine Käsekuchen mit einer Quark-, Mandel- und Zitronenfüllung, jetzt sind die typischen Füllungen Mandelpudding oder Marmelade mit Mandeln.
Der Überlieferung nach schuf Anne Boleyn das Rezept, als sie Maid of honour (eine Stellung bei Hof, keine Hofdame) der Königin Katharina von Aragon war. Deren Ehemann, König Heinrich VIII., war davon verzaubert, und soll dem Kuchen den Namen gegeben haben. Das Rezept wurde bis zur Zeit von George I. streng gehütet, als eine Hofdame es einem Herrn gab, der in Richmond (London) ein Geschäft eröffnete, und die Kuchen dort verkaufte.
Um die Maids of honour ranken sich noch andere Legenden aus der Tudor-Zeit mit den gleichen Protagonisten. Ein Rezept erschien dann 1665 in der zweiten Ausgabe des Kochbuchs The Accomplisht Cook. Die kommerzielle Produktion von Maids of Honour in Richmond begann 1750 in der Hill Street, in einem kleinen Laden.